# Stephanie Niemer
Stephanie Niemer est une joueuse de volley-ball américaine née le 3 septembre 1989 à Edgewood (Kentucky). Elle mesure 1,87 m et joue au poste de réceptionneuse-attaquante.

## Clubs
| Club                     | De        | À         |
| ------------------------ | --------- | --------- |
| Bearcats de Cincinnati   | 2007-2008 | 2009-2010 |
| Indias de Mayagüez       | 2011-2011 | mars 2013 |
| Orientales de Humacao    | mars 2013 | mai 2013  |
| Gigantes de Carolina     | 2014-2014 | 2014-2014 |
| ASPTT Mulhouse           | 2014-2015 | 2014-2015 |
| Azəryol VK               | 2015-2016 | 2015-2016 |
| Gigantes de Carolina     | avr 2016  | mai 2016  |
| Petron Tri-Activ Spikers | sept 2016 | déc 2016  |
| Criollas de Caguas       | 2017-2017 | juin 2017 |
| Olympiakos Le Pirée      | 2017-2018 | 2017-2018 |
| Petron Blaze Spikers     | 2019      | 2019      |
| Valencianas de Juncos    | 2020-2021 | 2020-2021 |

## Palmarès
- Challenge Cup
  - Vainqueur : 2018 (Olympiakos S.F. Le Pirée.)
- Championnat de Porto Rico
  - Vainqueure : 2017 (Criollas de Caguas)
- Championnat de Grèce
  - Vainqueure : 2018 (Olympiakos S.F. Le Pirée.)
- Coupe de Grèce
  - Vainqueure : 2018 (Olympiakos S.F. Le Pirée.)
- Championnat "Grand Prix" de Phiilippines
- Vainqueure : 2018 (Petron Blaze Spikers)